# Chokhor Duchen
Chökhor Düchen es una festividad budista en la que se conmemora la primera enseñanza que impartió el Buda, Siddharta Gautama tras su iluminación, llamada también como el «primer giro de la Rueda del Dharma».
Según el calendario tibetano se celebra el 4.º día del sexto mes del calendario lunar, 49 días después de la festividad del Vesak, cuando el Buda logró la iluminación.
Es una de las cuatro festividades budistas que conmemoran cuatro acontecimientos en la vida del Buda.
Tras alcanzar la Iluminación, el Buda permaneció en silencio durante siete semanas, tras lo cual el dios Brahma le ofreció una rueda dorada y le rogó que diera enseñanzas, entonces el Buda se dirigió a Sarnath, cerca de Benarés, donde impartió las enseñanzas sobre las Cuatro Nobles Verdades.